# Ecdamua nambui
Ecdamua nambui är en stekelart som beskrevs av Kamijo 1979. Ecdamua nambui ingår i släktet Ecdamua och familjen gallglanssteklar.
Artens utbredningsområde är Ukraina. Inga underarter finns listade i Catalogue of Life.